# Paradicula setifer
A Paradicula setifer a csontos halak (Osteichthyes) főosztályának a sugarasúszójú halak (Actinopterygii) osztályába, ezen belül a lepényhalalakúak (Pleuronectiformes) rendjébe és a nyelvhalfélék (Soleidae) családjába tartozó faj.
Nemének egyetlen faja.

## Előfordulása
A Paradicula setifer elterjedési területe a Csendes-óceán nyugati része.

## Életmódja
Ez az állat trópusi, tengeri, fenéklakó nyelvhal.